# Allotinus fabius
Allotinus fabius är en fjärilsart som beskrevs av William Lucas Distant 1887. Allotinus fabius ingår i släktet Allotinus och familjen juvelvingar. Inga underarter finns listade i Catalogue of Life.

## Bildgalleri

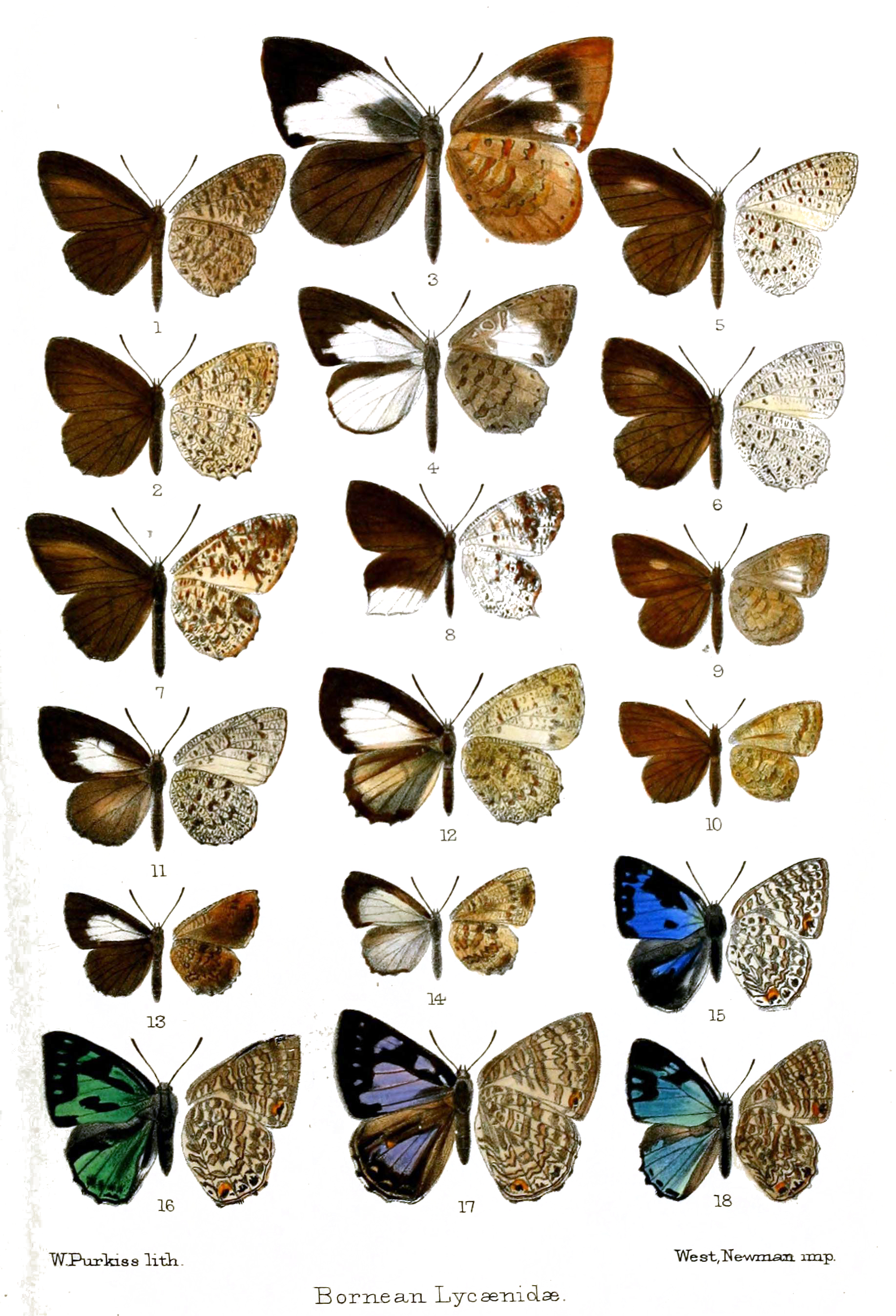